# Cuza Vodă (Costanza)
Cuza Vodă è un comune della Romania di 3 486 abitanti, ubicato nel distretto di Costanza, nella regione storica della Dobrugia.
Il nome del comune si riferisce a Alexandru Ioan Cuza, chiamato anche Cuza Vodă, Principe di Moldavia e Valacchia, poi di Romania.